# 斯坎迪亞 (堪薩斯州)
斯坎迪亞（英語：Scandia）是一個位於美國堪薩斯州里帕布利克縣的城市。

## 地方資料
根據2020年美國人口普查的數據，斯坎迪亞的面積為1.22平方千米，當中陸地面積為1.22平方千米，而水域面積為0.00平方千米。當地共有人口344人，而人口密度為每平方千米281.97人。